# Ficus ochracea
Ficus ochracea là một loài thực vật có hoa trong họ Moraceae. Loài này được (C.C.Berg) C.C.Berg mô tả khoa học đầu tiên năm 2007.